# Gmina Bystra-Sidzina
Die Gmina Bystra-Sidzina ist eine Landgemeinde im Powiat Suski der Woiwodschaft Kleinpolen in Polen. Der Gemeindesitz befindet sich in Bystra Podhalańska.

## Gliederung
Zur Landgemeinde (gmina wiejska) Bystra-Sidzina gehören die beiden Dörfer Bystra Podhalańska und Sidzina sowie folgende Siedlungen:
- Do Kamieńskiego
- Górny Kardel
- Jarominy
- Malinowo
- Migasy
- Podleśna
- Stasinka
- Staszkowie
- Wielka Polana
- Zagrody